# 愛媛県議会
愛媛県議会（えひめけんぎかい）は、愛媛県の県議会である。

## 定数
47名。

## 会派
2023年5月1日現在
| 会派名               | 議員数 | 所属党派                          | 女性議員数 | 女性議員の比率(%) |
| -------------------- | ------ | --------------------------------- | ---------- | ----------------- |
| 自由民主党           | 31     | 自由民主党・無所属                | 1          | 3.23              |
| 愛媛維新の会         | 4      | 愛媛維新の会3・国民民主党1        | 0          | 0                 |
| リベラル愛媛         | 3      | 社会民主党1・立憲民主党1・無所属1 | 1          | 66.6              |
| 公明党               | 3      | 公明党                            | 1          | 33.3              |
| 日本共産党           | 1      | 日本共産党                        | 0          | 0                 |
| ネットワーク市民の窓 | 1      | 無所属                            | 1          | 100               |
| 日本維新の会         | 1      | 日本維新の会                      | 1          | 0                 |
| 無所属               | 3      | 無所属                            | 0          | 0                 |
| 現員                 | 47     |                                   | 5          | 10.6              |

## 常任委員会
2025年5月20日現在
| 委員会                     | 定数        | 委員長                   | 副委員長                 |
| -------------------------- | ----------- | ------------------------ | ------------------------ |
| 総務企画委員会             | 8           | 高橋英行（自由民主党）   | 永易英寿（自由民主党）   |
| 環境保健福祉委員会         | 7           | 三宅浩正（自由民主党）   | 山崎洋靖（自由民主党）   |
| 農林水産委員会             | 7           | 高山康人（自由民主党）   | 大政博文（自由民主党）   |
| 経済企業委員会             | 8           | 戒能潤之介（自由民主党） | 新田泰史（自由民主党）   |
| 建設委員会                 | 8（欠員2）  | 松下行吉（自由民主党）   | 石川剛（自由民主党）     |
| 観光スポーツ文教警察委員会 | 8           | 川本健太（自由民主党）   | 中田晃太郎（自由民主党） |
| 議会運営委員会             | 11（欠員1） | 松尾和久（自由民主党）   | 松下行吉（自由民主党）   |

## 特別委員会
2025年5月20日現在
| 委員会                             | 定数        | 委員長                 | 副委員長                 |
| ---------------------------------- | ----------- | ---------------------- | ------------------------ |
| 地方創生・産業振興対策特別委員会   | 11（欠員2） | 明比昭治（自由民主党） | 戒能潤之介（自由民主党） |
| 防災減災・エネルギー対策特別委員会 | 11          | 中畑保一（自由民主党） | 川本健太（自由民主党）   |
| 人口減少・少子高齢化対策特別委員会 | 12（欠員1） | 西原進平（自由民主党） | 西田洋一（自由民主党）   |
| DX推進対策特別委員会               | 12          | 岡田志朗（自由民主党） | 渡部浩（自由民主党）     |

## 事務局
- 議会事務局[3]
  - 総務課
  - 議事調査課
    - 政務調査室

  - 図書室

## 各選挙区の定数･区域
- 松山市･上浮穴郡選挙区（松山市･久万高原町）(16)
- 今治市･越智郡選挙区（今治市･上島町）(6)
- 新居浜市選挙区（新居浜市）(4)
- 西条市選挙区（西条市）(4)
- 宇和島市･北宇和郡選挙区（宇和島市･松野町･鬼北町）(4)
- 八幡浜市･西宇和郡選挙区（八幡浜市･伊方町）(2)
- 大洲市･喜多郡選挙区（大洲市･内子町）(2)
- 四国中央市選挙区（四国中央市）(3)
- 伊予市選挙区（伊予市）(1)
- 東温市選挙区（東温市）(1)
- 西予市選挙区（西予市）(1)
- 伊予郡選挙区（松前町･砥部町 (2)
- 南宇和郡選挙区（愛南町）(1)

## 主な愛媛県議会議員出身者
愛媛県議会議員（現職）
- 越智忍 - 愛媛維新の会
- 西岡新 - 無会派、元衆議院議員
- 西田洋一 - 自由民主党、元長浜町長

衆議院議員（現職）
- 石井智恵

参議院議員（現職）
- 山本順三 - 第94代国家公安委員会委員長、第27代内閣府特命担当大臣（防災担当）

首長（現職）
- 篠原実 - 四国中央市長
- 河野忠康 - 久万高原町長
- 高門清彦 - 伊方町長
- 玉井敏久 - 西条市長
- 徳永繁樹 - 今治市長
- 中村時広 - 愛媛県知事、元衆議院議員

元議員・その他
- 青野勝 - 元西条市長、旧東予市長
- 井原岸高 - 元衆議院議員
- 井原巧 - 元衆議院議員、元参議院議員、元四国中央市長
- 岡島一夫 - 元今治市長
- 小野晋也 - 元衆議院議員、元文部科学副大臣
- 越智伊平 - 元衆議院議員、元今治市議会議員
- 菅良二 - 元今治市長
- 白石徹 - 元衆議院議員
- 白石春樹 - 元愛媛県知事
- 高橋英吾 - 元八幡浜市長
- 高橋英吉 - 元衆議院議員、元八幡浜市議会議長
- 武知勇記 - 元衆議院議員、元松山市議会議員
- 仲川幸男 - 元参議院議員
- 夏井保四郎 - 元衆議院議員、元松山電気軌道社長
- 野間赳 - 元参議院議員、元農林水産副大臣
- 藤田高敏 - 元衆議院議員
- 八木徹雄 - 元衆議院議員
- 横山博幸 - 元衆議院議員
- 山上次郎 - 歌人、文筆家
- 山本公一 - 第23代環境大臣、第7代内閣府特命担当大臣（原子力防災担当）
- 中野武営 - 元衆議院議員、元東京市会議員